# Dewei
Dewei (kinesiska: 德威乡, 德威) är en socken i Kina. Den ligger i provinsen Sichuan, i den sydvästra delen av landet, omkring 210 kilometer sydväst om provinshuvudstaden Chengdu. Antalet invånare är 4 072. Befolkningen består av 1 958 kvinnor och 2 114 män. Barn under 15 år utgör 20,0 %, vuxna 15-64 år 69 %, och äldre över 65 år 10,0 %.
Genomsnittlig årsnederbörd är 1 146 millimeter. Den regnigaste månaden är juli, med i genomsnitt 229 mm nederbörd, och den torraste är december, med 8 mm nederbörd.